# Ederaldo Gentil
Ederaldo Gentil Pereira, mais conhecido como Ederaldo Gentil (Salvador, 7 de setembro de 1943 – Salvador, 30 de março de 2012), foi um cantor e compositor brasileiro.

## Carreira
Ederaldo foi um dos maiores nomes do samba da Bahia, ao lado de Edil Pacheco e Batatinha. Antes da música, teve uma breve carreira no futebol, jogando pelo Esporte Clube Guarany e treinando no Esporte Clube Vitória.
Como cantor e compositor, seu maior sucesso foi o samba "O Ouro E A Madeira", gravado por Clara Nunes. Lançou cinco discos ao longo da carreira, começando com o compacto "Triste samba/O ouro e a madeira" em 1973, e o álbum "Samba, Canto Livre de um Povo" em 1975, ambos pela Chanteclair. Seu último álbum, "Pérolas Finas" de 1999, foi um tributo produzido por Edil Pacheco, com participações de grandes artistas como Gilberto Gil e Elza Soares. Foi sepultado no Cemitério do Campo Santo.